# Nenilinium luteolum
Nenilinium luteolum is een spinnensoort in de taxonomische indeling van de hangmatspinnen (Linyphiidae).
Het dier behoort tot het geslacht Nenilinium. De wetenschappelijke naam van de soort werd voor het eerst geldig gepubliceerd in 1965 door Loksa.